# Ginbalk av Grisatorp
Ginbalk av Grisatorp (även kallad även kallad Rådaätten) är ett nutida konventionellt namn på en svensk medeltida frälseätt som fått sitt namn från vapnet med en ginbalk och stamgodset Grisatorp (nuvarande Kylahov).  Ätten utdog 1597, innan Sveriges Riddarhus grundades 1625, varför den aldrig introducerades där som adelsätt.

## Gården Grisatorp/Kylahov
Gården Grisatorp (kallas också Gersatorp) var belägen i Hångers socken, dåvarande Östbo härad i Finnveden (sedan 1971 i Värnamo kommun i Jönköpings län) och ägdes under 1400-talet inom Grisatorpsätten, varifrån den genom gifte mellan Måns Larsson (Grisatorpsätten) och Märta Olofsdotter (Stomsrydsätten) troligen var Märtas morgongåva, varefter gården ärvdes till hennes son i tidigare gifte, Offe Johansson (Ginbalk av Grisatorp) . Grisatorp innehades senare av Offe Johanssons sondotter Anna Bengtsdotter, ätten Rosenbielkes stammoder, och av hennes son Olof Arvidsson (Rosenbielke), vars dotter Anna blev ingift i ätten Kyle, som givit gården dess nuvarande namn Kylahov.  

## Släkttavla i urval
1. Ingemar.
  1. Bengt Ingemarsson (Ginbalk av Grisatorp), gift med Kristina Bengtsdotter, dotter till Bengt i Fallnaveka och hans hustru Ragnhild. [2]
    1. Påvel Bengtsson till Grisatorp, gift med Elseby Månsdotter, dotter till Måns Vilkinsson i Björnskog.[4]
      1. Karin Påvelsdotter (Ginbalk av Grisatorp), belagd 1500-1526, gift med Birger Nilsson (Halvhjort av Älmtaryd).[2]
      2. Elin Påvelsdotter (Ginbalk av Grisatorp) var gift med väpnaren och slottsloven Peder Kristiernsson (Halvhjort av Flishult).[5]
      3. Iliana Påvelsdotter (Ginbalk av Grisatorp), levde ännu 1500, gift med Kristiern Jeppesson.
      4. Ingrid Påvelsdotter (levde 1500),  gift med Mårten i Linköping.[2]
      5. Agnes Påvelsdotter  (belagd 1500— 1516), gift med Nils Mickelsson (Halvhjort av Björnskog).[2]

  2. Johan Ingemarsson (Ginbalk av Grisatorp), gift med Märta Olofsdotter (Stomsrydsätten), dotter till Olof (Andersson) Skytte och Ingrid Gunnesdotter (Västhorjaätten). Märta var tidigare gift med Måns Larsson (Grisatorpsätten) i "Gersatorp", vilken torde ha givit Grisatorp i morgongåva till sin hustru Märta Olofsdotter, varefter gården ärvdes av deras son, Offe Johansson, vilken förde en ginbalk i vapnet.[2]
    1. Offe Johansson (Ginbalk av Grisatorp), gift med Estrid Larsdotter (Pik).[2]
      1. Johan Offesson (Ginbalk av Grisatorp).[2]
        1. Jöns Johansson (Ginbalk av Grisatorp), gift med Karin Björnsdotter, vars sköldemärke skall ha varit en med tre rosor belagd snedbjälke. 
          1. De hade dottern Estrid Jönsdotter (Ginbalk av Grisatorp) som ärvde sätesgården Råda,  gift med Erik Månsson (Ulfsparre af Broxvik). Hon var död 1597, och med henne anses ätten ha utslocknat. [2]

      2. Olof Offesson (Ginbalk av Grisatorp).[2]
      3. Bengt Offesson (Ginbalk av Grisatorp). Uppräknas bland det rusttjänstpliktiga Smålandsfrälset 1526. [2]
        1. Anna Bengtsdotter (Ginbalk av Grisatorp), gift med Arvid (Rosenbielke) i Löfsta. Deras son var Olof Arvidsson (Rosenbielke), vars dotter Anna blev ingift i ätten Kyle, som givit gården Grisatorp dess nuvarande namn Kylahov. [3]